# 船見町 (名古屋市)
船見町（ふなみちょう）は、愛知県名古屋市港区の地名。丁番を持たない単独町名である。住居表示未実施。

## 地理
名古屋市港区南東部に位置する。東は南区、南は東海市新宝町、北は昭和町に接する。

## 歴史
1814年（文化11年）に神徳新田（「甚徳新田」「柴田前新開」とも）として名和村庄屋小島庄助らが開発した地であったが、安政東海地震の津波により堤防が決壊して以降は放棄されていた

。昭和初期に8号地（鳴尾町字神徳地先公有水面埋立地）として再度開発が行われ復興・拡大された。

### 町名の由来
当地から船が見えることによる。

### 行政区画の変遷
- 1814年（文化11年） - 神徳新田が開発される[9]。
- 1878年（明治11年）12月28日 - 神徳新田が合併により愛知郡鳴尾村字神徳となる[11]。
- 1928年（昭和3年） - 第4期名古屋港拡張工事により造成された8号地が完成[10]。
- 1929年（昭和4年）7月15日 - 公有水面埋立地8号地と鳴尾町字神徳の全域より、南区船見町として成立[1][12]。当時の面積は11万83坪であったという[13]。（36.4ヘクタール[14]）
- 1936年（昭和11年）12月1日 - 埋立地を編入[1]。（潮見町と合わせて16.5ヘクタール[14]）
- 1937年（昭和12年）10月1日 - 港区成立に伴い、同区船見町となる[1]。
- 1962年（昭和37年）6月26日 - 埋立地を編入[1]。
- 1974年（昭和49年）8月1日 - 埋立地を編入[1]。
- 1988年（昭和63年）4月26日 - 埋立地を編入[1]。

## 世帯数と人口
2019年（平成31年）3月1日現在の世帯数と人口は以下の通りである。
| 町丁   | 世帯数 | 人口 |
| ------ | ------ | ---- |
| 船見町 | 24世帯 | 36人 |

## 学区
市立小・中学校に通う場合、学校等は以下の通りとなる。また、公立高等学校に通う場合の学区は以下の通りとなる。
| 番・番地等 | 小学校                 | 中学校               | 高等学校 |
| ---------- | ---------------------- | -------------------- | -------- |
| 全域       | 名古屋市立東築地小学校 | 名古屋市立東港中学校 | 尾張学区 |

## 交通
- 名古屋臨海鉄道[7]
  - 船見町駅
- 愛知県道225号名古屋東港線[7]
- 愛知県道36号諸輪名古屋線
- 名古屋高速4号東海線船見出入口

## 施設

### 現存する施設
- 日本アクリル化学[7]名古屋工場
- 伊勢湾海運[7]東名港事務所・東名港鋼材センター
- 前田バルブ工業本社
- 船見閘門
- 名古屋市中央卸売市場南部市場
- ダイセキ本社
- ENEOSサンエナジー名古屋港営業所（旧：東陽石油販売）
- 中央倉庫船見営業所
- 油辰商店
- 今村工業
- トーヨーテクノ（旧：東陽生コン）
- 東陽興業
- 名港海運8号地現場事務所
- 愛知海運八号地現業所
- 山本運輸八号地埠頭事務所
- 片倉コープアグリ名古屋工場・名古屋支点（旧：片倉チッカリン名古屋工場）
- 東亞整備
- 明高コンクリート
- フィード・ワン名古屋工場（旧：協同飼料名古屋工場）
- 神徳神社
- 三栄運輸船見営業センター
- 白水運輸
- カナガワ運輸
- ファミリーマート港船見店
- サンラックス危険物倉庫

### 施設のギャラリー

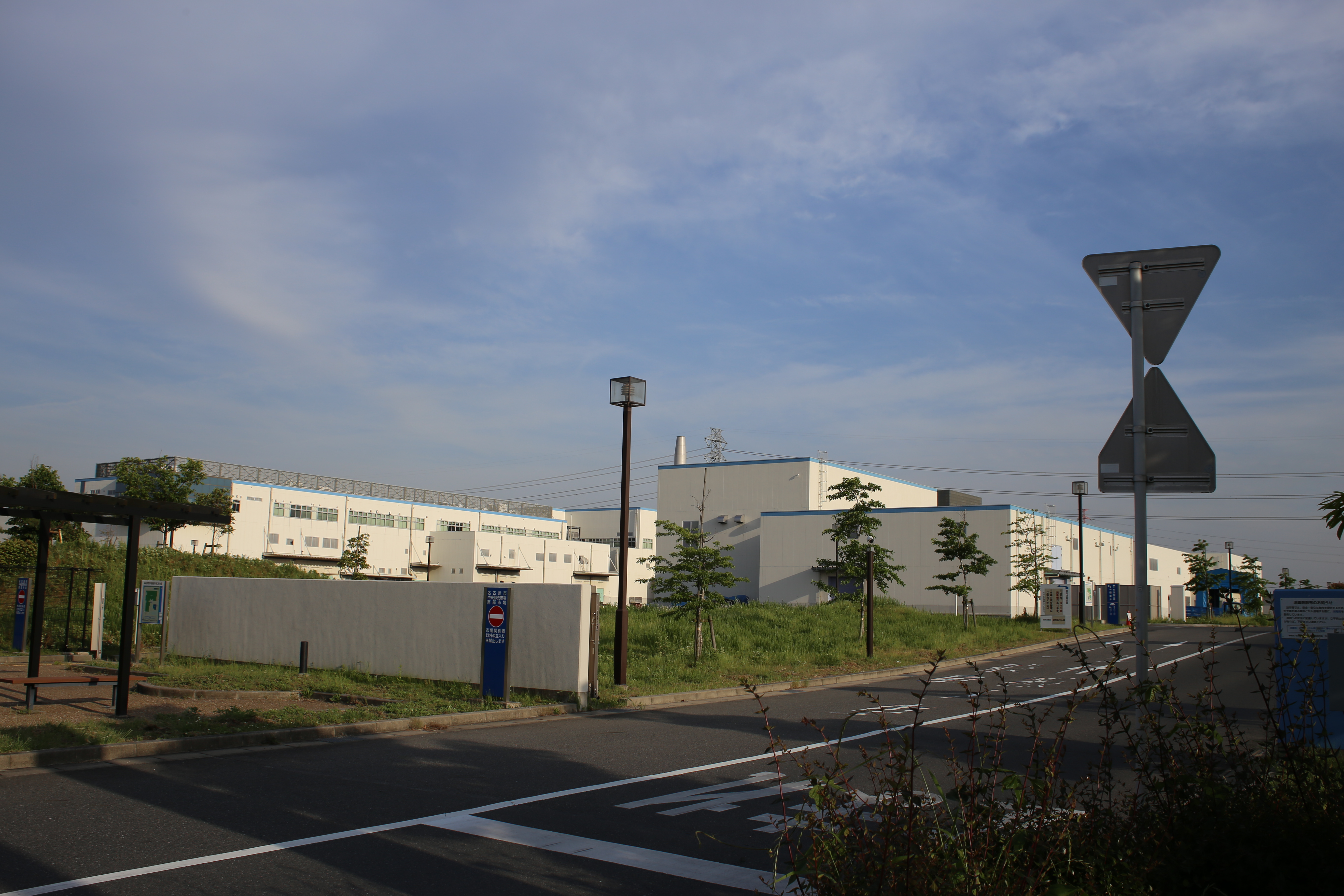
南部市場
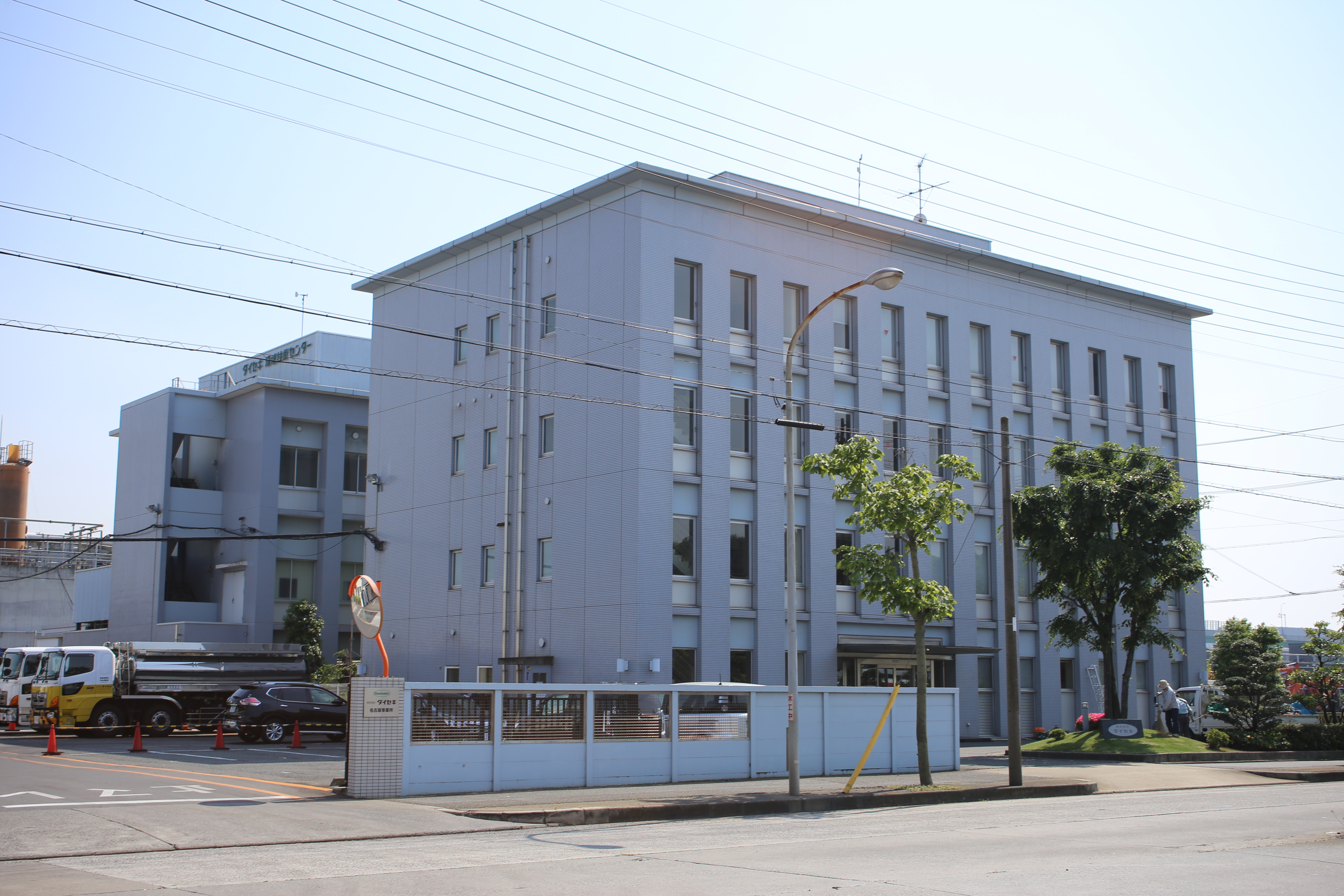
ダイセキ本社
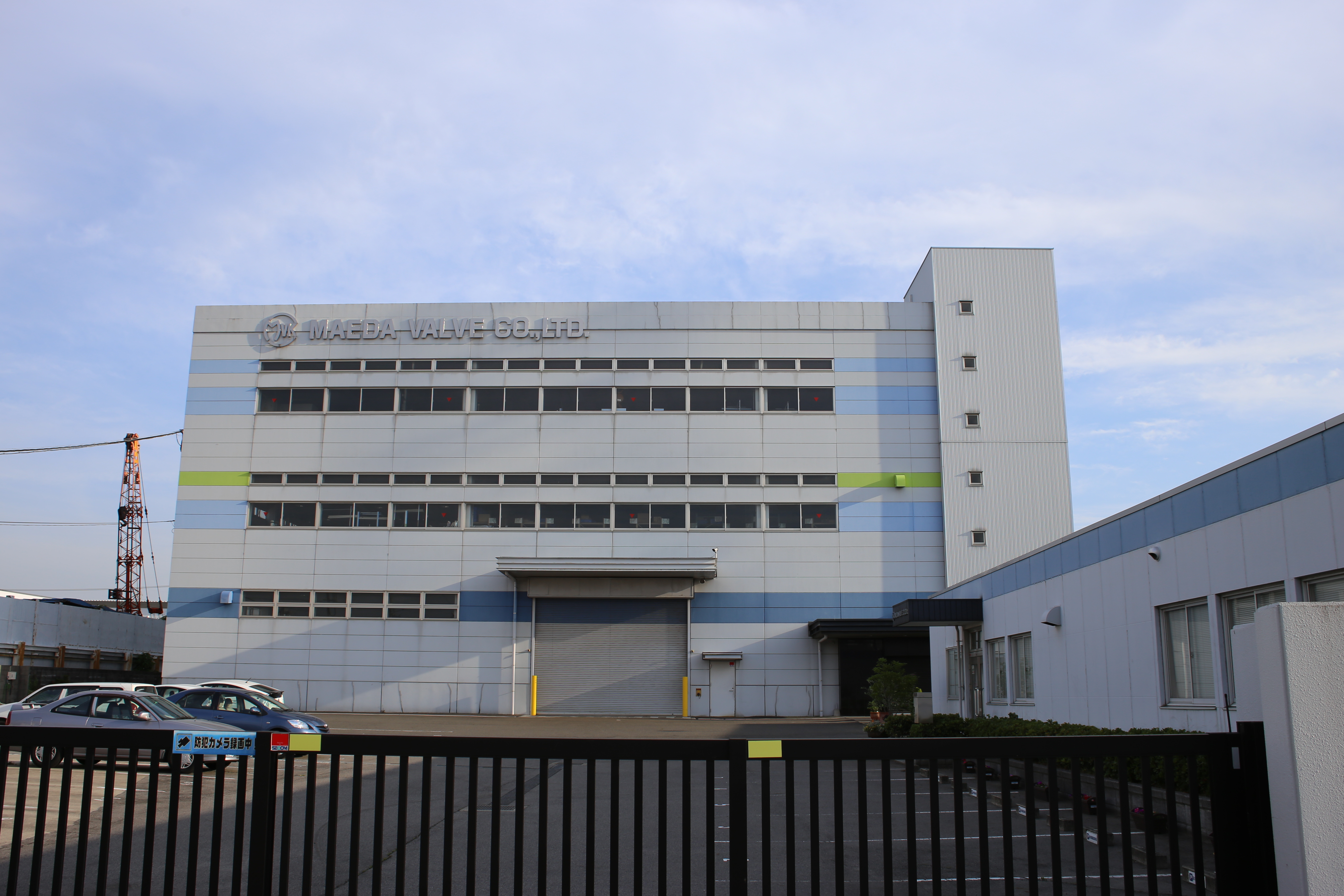
前田バルブ工業本社
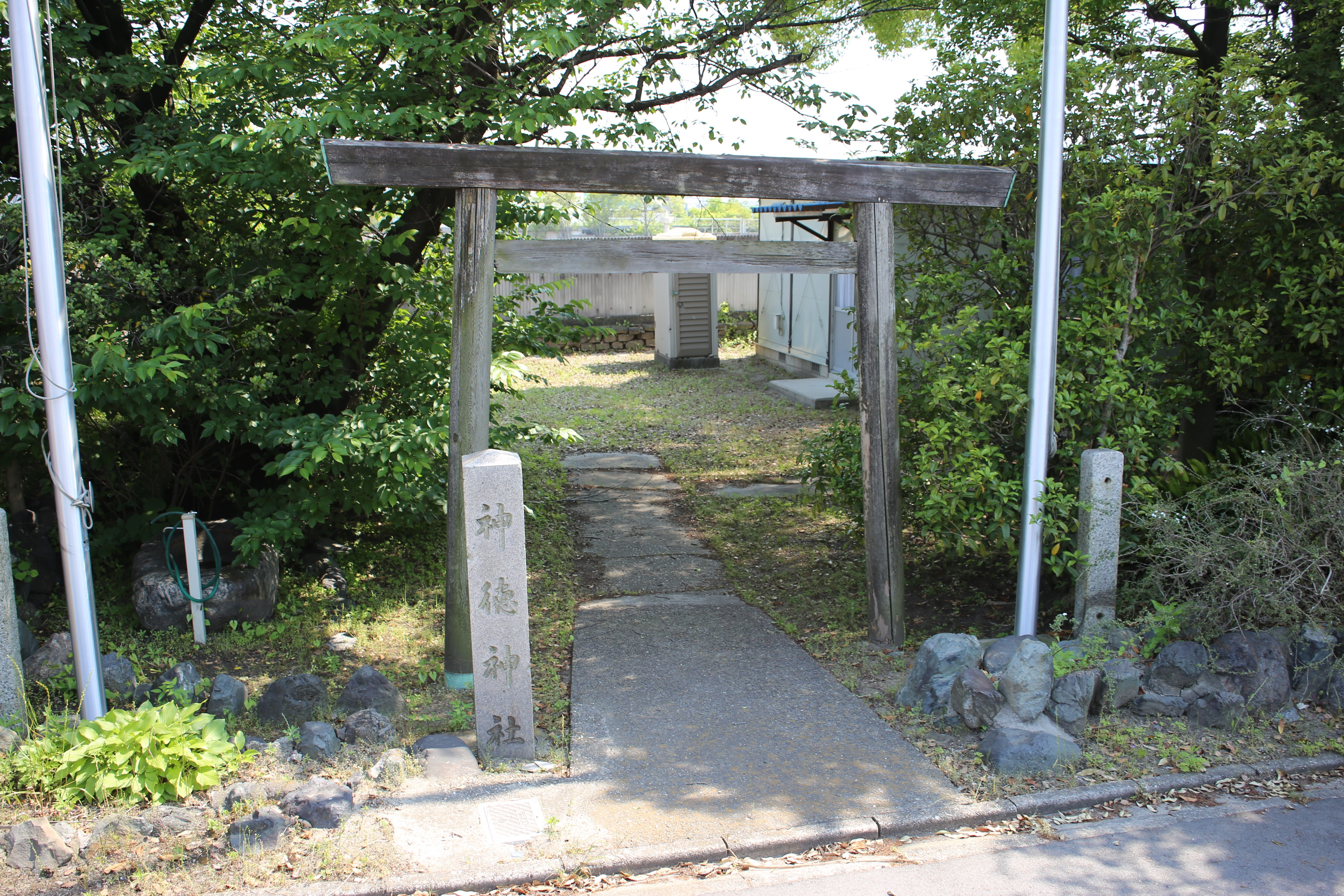
神徳神社

### かつて存在した施設
- 日本通運[7]東名港営業所（2012年頃から解体、撤去）
- 八幡化学工業（現在は撤去）
- 東陽油槽（2010年代までに、閉鎖。跡地は、トーヨーテクノ）
- 船見寮

## その他

### 日本郵便
- 郵便番号 : 455-0027[4]（集配局：名古屋港郵便局[17]）。